# Cyrille Verbrugge
Cyrille Verbrugge (Mouscron, 9 novembre 1866 - Anvers, 4 mai 1929) est un escrimeur belge.

## Biographie
Aux Jeux olympiques de 1900, il termine 15e au fleuret dans la catégorie des maîtres d'armes.
Il participe aux Jeux olympiques intercalaires de 1906 et remporte deux fois une médaille d'or à l'épée et au sabre dans la classe des maîtres d'armes. Rétrospectivement, le Comité international olympique change le statut des jeux de 1906 jeux intercalaires et les réalisations ne sont pas comptabilisées dans les statistiques olympiques officielles.